# 森知貴秀
森知 貴秀（もりち たかひで、1939年〈昭和14年〉3月4日 - 2017年〈平成29年〉8月）は日本映画のプロデューサー、元・東宝映画専務取締役。

## 経歴
製作担当者として多くの特撮作品を担当。東宝映画製作部長を経て、専務取締役に。

## 映画
| 公開年 | 公開年   | 作品名                                        | 製作（配給）                     | 役職                           |
| ------ | -------- | --------------------------------------------- | -------------------------------- | ------------------------------ |
| 1966年 | 11月20日 | お嫁においで                                  | 東宝 （東宝）                    | 製作係                         |
| 1966年 | 11月20日 | 落語野郎 大馬鹿時代                           | 東宝 （東宝）                    | 製作係                         |
| 1967年 | 2月25日  | 伊豆の踊子                                    | 東宝 （東宝）                    | 製作係                         |
| 1967年 | 10月28日 | クレージーの怪盗ジバコ                        | 東宝 渡辺プロダクション （東宝） | 製作係                         |
| 1968年 | 6月22日  | サラリーマン悪党術                            | 東宝 （東宝）                    | 製作係                         |
| 1968年 | 7月13日  | リオの若大将                                  | 東宝 （東宝）                    | 製作係                         |
| 1968年 | 11月2日  | 日本一の裏切り男                              | 東宝 渡辺プロダクション （東宝） | 製作係                         |
| 1970年 | 1月15日  | 社長学ABC                                     | 東宝 （東宝）                    | 製作係                         |
| 1970年 | 2月28日  | 続・社長学ABC                                 | 東宝 （東宝）                    | 製作係                         |
| 1970年 | 4月29日  | おいろけコミック 不思議な仲間                 | 東宝 （東宝）                    | 製作係                         |
| 1970年 | 9月12日  | 激動の昭和史 軍閥                             | 東宝 （東宝）                    | 製作係                         |
| 1970年 | 11月28日 | 喜劇 ソレが男の生きる道                       | 東宝 （東宝）                    | 製作担当者                     |
| 1971年 | 5月22日  | 昭和ひとけた社長対ふたけた社員                | 東宝 （東宝）                    | 製作担当者                     |
| 1971年 | 9月24日  | 父ちゃんのポーが聞える                        | 東宝 （東宝）                    | 製作担当者                     |
| 1971年 | 10月30日 | 昭和ひとけた社長対ふたけた社員 月月火水木金金 | 東宝 （東宝）                    | 製作担当者                     |
| 1972年 | 3月12日  | 地球攻撃命令 ゴジラ対ガイガン                 | 東宝 （東宝）                    | 製作担当者                     |
| 1972年 | 9月23日  | 恋の夏                                        | 東宝映画 （東宝）                | 製作担当者                     |
| 1973年 | 3月3日   | 放課後                                        | 東宝映画 （東宝）                | 製作担当者                     |
| 1973年 | 5月12日  | 戦争を知らない子供たち                        | 東宝映画 （東宝）                | 製作担当者                     |
| 1973年 | 9月1日   | 狼の紋章                                      | 東宝映画 東宝映像 （東宝）       | 製作担当者                     |
| 1973年 | 12月29日 | 日本沈没                                      | 東宝映画 東宝映像 （東宝）       | 製作担当者                     |
| 1974年 | 9月21日  | 青葉繁れる                                    | 東宝映画 （東宝）                | 製作担当者                     |
| 1974年 | 11月2日  | 沖田総司                                      | 東宝映画 （東宝）                | 製作担当者                     |
| 1975年 | 6月21日  | 阿寒に果つ                                    | 東宝映画 （東宝）                | 製作担当者                     |
| 1975年 | 8月2日   | 青い山脈                                      | 東宝映画 （東宝）                | 製作担当者                     |
| 1976年 | 1月17日  | 妻と女の間                                    | 東宝映画 芸苑社 （東宝）         | 製作担当者                     |
| 1976年 | 10月2日  | 大空のサムライ                                | 東宝映画 （東宝）                | 製作担当者                     |
| 1976年 | 12月11日 | 岸壁の母                                      | 東宝映画 （東宝）                | 製作担当者                     |
| 1977年 | 4月29日  | 青年の樹                                      | 東宝映画 （東宝）                | 製作担当者                     |
| 1977年 | 10月29日 | 姿三四郎                                      | 東宝映画 （東宝）                | 製作担当者                     |
| 1978年 | 9月30日  | 聖職の碑                                      | 東宝映画 シナノ企画 （東宝）     | 製作担当者                     |
| 1978年 | 11月23日 | ブルークリスマス                              | 東宝映画 （東宝）                | 製作担当者                     |
| 1979年 | 4月28日  | 乱れからくり                                  | 東宝映画 （東宝）                | 製作担当者                     |
| 1979年 | 11月3日  | 神様なぜ愛にも国境があるの                    | 東宝映画 （東宝）                | 製作担当者                     |
| 1980年 | 8月30日  | 地震列島                                      | 東宝映画 （東宝）                | 製作担当者                     |
| 1981年 | 8月8日   | 連合艦隊                                      | 東宝映画 （東宝）                | 製作担当者                     |
| 1981年 | 10月10日 | 幸福                                          | 東宝映画 フォーライフ （東宝）   | 製作担当者                     |
| 1982年 | 2月6日   | あゝ野麦峠 新緑篇                             | 東宝映画 （東宝）                | 製作担当者                     |
| 1983年 | 5月21日  | 細雪                                          | 東宝映画 （東宝）                | 製作担当者                     |
| 1984年 | 3月17日  | さよならジュピター                            | 東宝映画 イオ （東宝）           | 製作担当者                     |
| 1984年 | 7月7日   | 夏服のイヴ                                    | 東宝映画 （東宝）                | 製作担当者                     |
| 1984年 | 12月15日 | ゴジラ                                        | 東宝映画 （東宝）                | 製作担当者                     |
| 1985年 | 11月9日  | 春の鐘                                        | 東宝映画 （東宝）                | 製作担当者                     |
| 1986年 | 7月26日  | 子象物語 地上に降りた天使                     | 東宝映画 ビックウエスト （東宝） | 製作担当者                     |
| 1987年 | 8月1日   | トットチャンネル                              | 東宝映画 （東宝）                | 製作担当者                     |
| 1987年 | 12月5日  | 「さよなら」の女たち                          | 東宝映画 （東宝）                | 製作担当者                     |
| 1988年 | 5月21日  | つる -鶴-                                     | 東宝映画 （東宝）                | 製作担当者                     |
| 1989年 | 7月22日  | ガンヘッド                                    | 東宝映画 サンライズ （東宝）     | 製作担当者                     |
| 1989年 | 12月16日 | ゴジラvsビオランテ                            | 東宝映画 （東宝）                | 製作担当者                     |
| 1991年 | 1月15日  | 大誘拐 RAINBOW KIDS                           | 「大誘拐」製作委員会 （東宝）    | 製作担当者                     |
| 1992年 | 12月12日 | ゴジラvsモスラ                                | 東宝映画 （東宝）                | 製作担当者                     |
| 1994年 | 7月9日   | ヤマトタケル                                  | 東宝映画 （東宝）                | 製作担当者                     |
| 1995年 | 5月27日  | ひめゆりの塔                                  | 東宝映画 （東宝）                | 製作担当者                     |
| 1997年 | 2月15日  | ひみつの花園                                  | 東宝 ぴあ （東宝）               | 協力製作                       |
| 2000年 | 5月13日  | どら平太                                      | 「どら平太」製作委員会 （東宝）  | 特別協力                       |
| 2002年 | 2月16日  | 助太刀屋助六                                  | 日活 フジテレビジョン （東宝）   | 企画                           |
| 2002年 | 9月14日  | 竜馬の妻とその夫と愛人                        | 東宝 博報堂 （東宝）             | エグゼクティブ・プロデューサー |
| 2002年 | 12月14日 | ゴジラ×メカゴジラ                             | 東宝映画 （東宝）                | エグゼクティブ・プロデューサー |
| 2004年 | 2月7日   | 赤い月                                        | 東宝 日テレ （東宝）             | 協力プロデューサー             |